# Frankrigs U/16-fodboldlandshold
| Navn                        | Équipe de France de football des moins de 16 ans |
| Kaldenavn                   | Les Bleus                                        |
| Forbund                     | Fédération Française de Football                 |
| Sammenslutning              | UEFA                                             |
| Træner                      | Laurent Guyot                                    |
| Spillerdragter              |                                                  |
| \| Hjemmebane \| Udebane \| |                                                  |
| Hjemmebane                  | Udebane                                          |

Frankrigs U/16-fodboldlandshold består af de bedste franske fodboldspillere der er 16 år gamle eller yngre udvalgt af FFF

## Sejre
- Finalist i europamesterskabet : 1996 i Østrig, 2001 i England
- Vinder af Tournoi du Val de Marne : 1999, 2000, 2001, 2002, 2004, 2005, 2010, 2011
- Vinder af Tournoi de Montaigu : 2001, 2005
- Vinder af Tournoi de Salerne : 2002
- Vinder af Bora Ozturk Cup : 2001
- Vinder af Den internationale trenationers turnering i Schweiz : 2000
- Vinder af Aegean Cup : 2009, 2010, 2011, 2012

## Trænere
- 2000 - 2001 : Luc Rabat (U 15) og Pierre Mankowski (U16)
- 2001 - 2002 : Pierre Mankowski
- 2002 - 2003 : François Blaquart
- 2003 - 2004 : René Girard
- 2004 - 2005 : Luc Rabat
- 2005 - 2006 : François Blaquart
- 2006 - 2007 : Francis Smerecki
- 2007 - 2008 : Philippe Bergeroo
- 2008 - 2009 : Guy Ferrier
- 2009 - 2010 : Patrick Gonfalone
- 2010 - 2011 : Jean-Claude Giuntini
- 2011 - 2012 : Patrick Gonfalone
- 2012 - 2014 : Jean-Claude Giuntini
- 2014 : Ludovic Batelli
- siden 2014 : Laurent Guyot

## Kendte spillere fra U16
- 1990-1991 :

Laurent Batlles, Nicolas Savinaud, Abdelnasser Ouadah
- 1991-1992 :

Johan Radet, Cédric Bardon, Benjamin Nivet, Pierre Ducrocq
- 1992-1993 :

Thierry Henry, Jean-Sébastien Jaurès, Yoann Bigné, Didier Domi
- 1993-1994 :

Zoumana Camara, Philippe Christanval, David Hellebuyck, Jean-Joël Perrier-Doumbé, Gérard Gnanhouan
- 1994-1995 :

Sébastien Frey, Anthony Réveillère, Julien Escudé, Steed Malbranque, Ludovic Delporte
- 1995-1996 :

Matthieu Chalmé, Julien Sablé
- 1996-1997 :

Djibril Cissé, Gaël Givet, Philippe Mexès, Nicolas Penneteau, Lionel Mathis
- 1998-1999 :

Jacques Faty, Jérémy Toulalan
- 1999-2000 :

Anthony Le Tallec, Florent Sinama-Pongolle, Jérémy Berthod, Mourad Meghni
- 2000-2001 :

Gaël Clichy, Jimmy Briand
- 2001-2002 :

Younès Kaboul, Yoann Gourcuff, Ronald Zubar, Carl Medjani
- 2002-2003 :

Samir Nasri, Jérémy Ménez, Hatem Ben Arfa, Mehdi Benatia
- 2003-2004 :

Nolan Roux, Marvin Martin, Garry Bocaly, Étienne Capoue
- 2004-2005 :

Mapou Yanga-Mbiwa, Yohan Mollo, Maxime Gonalons, Romain Alessandrini
- 2005-2006 :

Mamadou Sakho, Yann M'Vila, Rémy Cabella
- 2006-2007 :

Clément Grenier, Timothée Kolodziejczak, Ali Ahamada
- 2007-2008 :

Lindsay Rose, Grégoire Puel, Valentin Eysseric, Massadio Haïdara
- 2008-2009 :

Yaya Sanogo, Alphonse Areola, Paul Pogba, Samuel Umtiti
- 2009-2010

Aymeric Laporte, Kurt Zouma, Yassine Benzia
- 2010-2011

Hervin Ongenda, Tom Viard
- 2011-2012

Yoan Assoumin, Neal Maupay
- 2012-2013

Grégory Dominge, Yanis Benzery